# Cristian Voicu
Cristian Gabriel Voicu (* 14. Februar 2001 in Râmnicu Vâlcea) ist ein rumänischer Mittelstreckenläufer, der sich auf den 800-Meter-Lauf spezialisiert hat.

## Sportliche Laufbahn
Seinen ersten größeren Erfolg feierte Cristian Voicu im Jahr 2017, als er bei den U18-Weltmeisterschaften in Nairobi im 800-Meter-Lauf mit 1:52,19 min im Halbfinale ausschied und mit der gemischten 4-mal-400-Meter-Staffel in 3:34,70 min den siebten Platz belegte. Anschließend gewann er beim Europäischen Olympischen Jugendfestival (EYOF) in Győr in 1:51,43 min die Silbermedaille und wurde mit der ungarischen 4-mal-100-Meter-Staffel im Finale disqualifiziert. Im Jahr darauf belegte er bei den U18-Europameisterschaften ebendort in 1:50,11 min den fünften Platz und qualifizierte sich auch für die Olympischen Jugendspiele in Buenos Aires, bei denen er auf den elften Platz gelangte. 2019 schied er bei den U20-Europameisterschaften in Borås mit 1:52,86 min im Vorlauf aus und im Jahr darauf klassierte er sich bei den Balkan-Meisterschaften in Cluj-Napoca mit 1:51,16 min auf dem sechsten Platz. 2021 belegte er bei den Balkan-Hallenmeisterschaften in Istanbul in 1:50,10 min den vierten Platz und gewann mit der 4-mal-400-Meter-Staffel in 3:16,09 min die Silbermedaille. Anfang Juli schied er bei den U23-Europameisterschaften in Tallinn mit 1:50,20 min in der ersten Rund über 800 Meter aus. 2022 gelangte er bei den Balkan-Meisterschaften in Craiova mit 1:49,53 min auf den sechsten Platz und im Jahr darauf schied er bei den Halleneuropameisterschaften in Istanbul mit 1:49,88 min in der ersten Runde aus. Im Juni wurde er bei der 2. Liga der Team-Europameisterschaft im Rahmen der Europaspiele in Chorzów in 1:48,48 min Fünfter. Anschließend schied er bei den U23-Europameisterschaften in Espoo mit 1:48,94 min im Vorlauf über 800 Meter aus und verpasste mit der Staffel mit 3:09,44 min den Finaleinzug. Daraufhin belegte er bei den Balkan-Meisterschaften in Kraljevo in 1:50,77 min den achten Platz, ehe er bei den World University Games in Chengdu mit 1:48,71 min im Halbfinale ausschied. 2024 belegte er bei den Balkan-Hallenmeisterschaften in Istanbul in 1:48,84 min den sechsten Platz über 800 Meter und gewann mit der Staffel in 3:34,96 min die Bronzemedaille hinter den Teams aus der Türkei und Kroatien. Ende Mai gewann er bei den Balkan-Meisterschaften in Izmir in 3:25,65 min die Bronzemedaille in der Mixed-Staffel hinter den Teams aus Serbien und der Türkei und über 800 Meter gelangte er mit 1:50,87 min auf Rang neun. 
2025 belegte er bei den Balkan-Hallenmeisterschaften in Belgrad in 1:50,91 min den sechsten Platz über 800 Meter und gewann mit der 4-mal-400-Meter-Staffel in 3:27,18 min die Bronzemedaille hinter den Teams aus der Türkei und Serbien. Ende Juni wurde er bei der 2. Liga der Team-Europameisterschaft in Maribor in 1:47,78 min Siebter im A-Lauf über 800 Meter und anschließend belegte er bei den Balkan-Meisterschaften in Volos in 1:48,88 min ebenfalls den siebten Platz.
In den Jahren von 2019 bis 2023 wurde Voicu rumänischer Meister im 800-Meter-Lauf im Freien sowie von 2021 bis 2024 in der Halle.

## Persönliche Bestleistungen
- 800 Meter: 1:47,32 min, 8. Juni 2025 in Craiova
  - 800 Meter (Halle): 1:48,77 min, 25. Januar 2023 in Valencia